# O-14
La O-14 ó Autovía urbana "Acceso Norte a Oviedo" es una autovía urbana de 3,7 km de longitud en entorno urbano y dependiente del ayuntamiento de Oviedo (Bulevar de San Julián de los Prados), que une Prado de la Vega (Oviedo) con la Glorieta de la Cruz Roja (Oviedo), que comprende la Autovía Ruta de la Plata (A-66), aunque en el tramo comprendido entre Gijón - Avilés y Oviedo (Y griega asturiana) son tramos de autopista libres de peaje.
La O-14, no es una vía de comunicación nueva, era el final de la Autopista "Y" asturiana que une Gijón - Avilés y Oviedo. Antiguamente en Asturias la única vía de comunicación de alta capacidad era la citada autopista "Y", comprendiendo varios tramos de dos autovías generales como la Autovía del Cantábrico (A-8) y la Autovía Ruta de la Plata (A-66), con lo cual todo el tramo de Autopista concebía una nomenclatura diferente a la actual, excepto el tramo Serín - Avilés que siempre fue denominado A-8 / E-70. La autopista Gijón - Oviedo siempre fue la A-8 / A-66 / E-70.
El 9 de enero de 2017, el ayuntamiento de Oviedo ha inaugurado el "Bulevar de San Julián de los Prados". Cuando inauguraron la Autopista "Y" asturiana en 1976, le separaron de los dos barrios, en el medio de la autopista, y ahora consiste en recuperar el bulevar con el nuevo proyecto de soterramiento.

## Tramos
| Denominación | Tramo                                                                                | Año servicio | Longitud (km) |
| ------------ | ------------------------------------------------------------------------------------ | ------------ | ------------- |
| O-14         | Bulevar de San Julián de los Prados A-66 Prado de la Vega - Glorieta de la Cruz Roja | 1976         | 3,7           |